# Marie-Thérèse Bodart
Marie-Thérèse Bodart (Aarlen, 7 augustus 1909 - Brussel, 11 augustus 1981), geboren Guillaume, is een Belgische schrijver, essayist en toneelschrijver. Als historica van opleiding was ze lerares aan het Lyceum van Elsene. Zij was de vrouw van de Belgische dichter en academicus Roger Bodart, de moeder van de schrijfster Anne Richter, en de grootmoeder van de essayiste Florence Richter.

## Biografie
Haar familie kwam uit Parijs en Habay. Haar vader, Bernard Guillaume, was directeur van de gevangenis van Bergen; haar moeder, Eugénie Jacminot, stamt af van de familie van de Franse generaal Jean-François Jacqueminot die aan de zijde van Napoleon Bonaparte vocht. Marie-Thérèse zal haar moeder, die tijdens een bevalling stierf toen ze twee jaar oud was, nooit kennen. Het meisje werd opgevoed door haar grootmoeder, Julie Jacqueminot, totdat haar vader hertrouwde. Uit zijn tweede huwelijk zal Bernard Guillaume twee dochters krijgen, waarvan er één, Marcelle Guillaume (romanschrijfster, in het klooster van de Abbaye Notre-Dame de Brialmont, onder de naam Zuster Emmanuelle, altijd heel dicht bij Marie-Thérèse zal staan en die haar roman Le Mont des Oliviers, die over de religieuze roeping gaat, aan haar heeft opgedragen.
In 1933 behaalde Marie-Thérèse Guillaume een diploma in geschiedenis met grote onderscheiding aan de Vrije Universiteit van Brussel. Het lijkt erop dat zijn passie voor de geschiedenis is geworteld in de familiegeschiedenis: inderdaad, Generaal Jacqueminot (hierboven geciteerd en rustend in het Pantheon in Parijs) is een kleurrijk personage.
Het was op de ULB dat Marie-Thérèse in 1934 met Roger Bodart trouwde; hij was advocaat en begon zijn carrière in Luik als advocaat, daarna werd hij journalist bij het NIR en vervolgens literair adviseur bij het Ministerie van Openbaar Onderwijs. Hij was ook dichter, essayist en academisch geschoold. Het echtpaar krijgt twee dochters: Anne (geboren in 1939, die schrijfster wordt onder de naam Anne Richter, getrouwd met de professor en literair vertaler Hugo Richter), en Françoise (geboren in 1945, getrouwd met Jean Terrasse, professor aan de McGill University in Montreal.
Naast de relaties van Roger Bodart met schrijvers en kunstenaars door zijn werk op het ministerie, zou hij samen met zijn vrouw Marie-Thérèse Bodart in de loop der tijd vriendschappen sluiten met een aantal schilders (met name Frans Depooter voor wie Marie-Thérèse een model was), en met schrijvers of intellectuelen Charles Plisnier, Gabriel Marcel, Auguste Marin, Charles Du Bos, Pierre Emmanuel, Franz Hellens, Jean Tordeur, Charles Bertin, Lucienne Desnoues en Jean Mogin, Serge Young, Jacques Biebuyck, Marcel Thiry, Marcel Lecomte, Chaïm Perelman (die de Bodarts tijdens de Tweede Wereldoorlog enige tijd in hun huis verstopten zodat C. Perelman en zijn vrouw ontsnapten aan de nazi's), Marie Gevers, Suzanne Lilar, Pierre Nothomb, Géo Libbrecht, Liliane Wouters, Marie-Madeleine Davy, enz.) In hun jeugd ontvingen de Bodarts een groep vrienden in hun huis aan de Beau-Séjourlaan (in Ukkel): de "Soirées de Beau-Séjour" brachten vrienden uit hun jeugd samen, namelijk Tordeur, Desnoues, Mogin, Bertin, Young. Later zullen de Bodarts andere vrienden ontvangen in hun huis, gebouwd in de buurt van het Forêt de Soignes, Rue René Christiaens (in Oudergem).
Marie-Thérèse Bodart ligt naast haar man Roger Bodart begraven in de Dichtentuin, in de Mont-Saint-Aubert bij Doornik.
Marie-Thérèse Bodart hield vanaf haar zestiende, en gedurende bijna vijftig jaar (tussen 1926 en 1974), een dagboek bij (tot op heden onuitgegeven), waarin ze vertelt over haar familie- en huwelijksleven, ontmoetingen met vrienden, sociale en intellectuele relaties, haar indrukken van de natuur, haar emoties en innerlijke gedachten, persoonlijke overtuigingen of meningen over het sociaal-politieke en culturele leven (Belgisch of internationaal), haar lezingen en artistieke ervaringen, en aantekeningen voor het schrijven van haar boeken. De toon van dit intieme dagboek evolueert natuurlijk met de tijd en de gebeurtenissen, maar dezelfde gepassioneerde (zelfs vulkanische) aard en onverzadigbare nieuwsgierigheid naar alles en iedereen, markeren alle "schriften" die deel uitmaken van deze lange getuigenis meer dan vijftig jaar, in de 20e eeuw, van een vrouw die tegelijkertijd vrouw, moeder en grootmoeder, lerares en leraresassistent was.

## Oeuvre

### Schandaal en succes van de eerste roman
Marie-Thérèse Bodart bracht het grootste deel van haar carrière door als geschiedenisleraar aan het lyceum van Elsene, maar ze gaf voor het eerst les aan eenmiddelbare school voor meisjes in Verviers, waarvan ze in 1938 abrupt werd uitgesloten toen haar eerste roman werd gepubliceerd, Les Roseaux noirs, een verhaal van passie, incest en overspel dat volgens de directie van de school en de pers in Verviers schandalig was en de meisjes van de school kon corrumperen. Er wordt gesproken over de "gedrochten" die de schrijver zich voorstelt... De literaire pers daarentegen, is zeer complimenteus over dit eerste boek; de auteur is een van de Femina prize finalists. De roman Les Roseaux noirs is zowel geïnspireerd op de Hauts de Hurlevent van Emily Brontë, als op het verhaal van een ver familielid van de romanschrijver, en het grote huis dat in de roman wordt opgeroepen is het eigendom van Le Bua (bij Aarlen), dat ooit toebehoorde aan de familie Jacqueminot, een huis dat nog steeds bestaat, maar dat nu eigendom is van en bewoond wordt door een religieuze gemeenschap. Na de gekwelde gebeurtenissen in verband met de publicatie van de roman verliet het echtpaar Bodart Luik om zich te vestigen in Brussel.

### Romans, essays, speeltoestellen
In het werk van Marie-Thérèse Bodart gaat het "grote verhaal" altijd samen met de intieme geschiedenis van de personages. Verschillende romans, zoals Les Roseaux noirs en L'Autre, spelen zich af in de regio van de Hoge Venen (Engis), waar de schrijfster bijzonder dol op was en waar ze tijdens haar jeugd woonde.
Deze interesse in de geschiedenis bracht haar ertoe een essay over Leo Tolstoj te schrijven en te publiceren.
Maar het werk van Bodart wordt ook doorkruist door metafysische vragen die doen denken aan Georges Bernanos of Graham Greene. De schrijver is dol op paroxysmale karakters, zeer sensueel, gekweld door het absolute kwaad of het goede; in een prachtig klassieke stijl aan het begin (Les Roseaux noirs), vervolgens met een zowel ascetische als alerte pen (L'Autre), baart Marie-Thérèse Bodart uitzonderlijke wezens, monsters die worstelen in het hart van extreme klimaten, innerlijke draaikolken en zwavelachtige hartstochten.
Hoewel de meeste romans van Marie-Thérèse Bodart realistisch zijn, maakt een deel van haar werk deel uit van de Belgische School van de Vreemdeling: de romans L'Autre en Les Meubles  zijn in feite fantasieromans. In L'Autre, waarschijnlijk haar beste roman, werpen drie getuigen een tegenstrijdig licht op vreemde en misschien wel duivelse feiten, de oorsprong van de val van een hele familie. Zijn deze demonische personages in de ban van een oud heidendom dat nog steeds actief is?
Marie-Thérèse Bodart heeft ook toneelstukken geschreven die werelden in transitie oproepen: die van de Renaissance in "And Adam answered" (over het antagonistische duo Savonarola - Leonardo da Vinci), maar ook onze tijd in "The World will explode tomorrow", een werk dat de verantwoordelijkheid van de moderne wetenschappers, deze tovenaarsleerlingen die vandaag de dag de macht hebben om de mensheid te vernietigen, in vraag stelt. Deze toneelstukken werden gecreëerd in het Théâtre royal du Parc.
De schrijfster is ook een literaire columnist geweest voor het internationale tijdschrift "Synthèses".
Marie-Thérèse Bodarts fictie heeft de tijd doorkruist en blijft actueel; ze weigert de invloed van de literatuur van het absurde van de 20e eeuw, schreef een enkelvoudig werk, dat, onvermoeibaar, roman na roman, door middel van existentiële chaos, de duistere solidariteit van mensenlevens bevestigt.
Bij de heruitgave van de boxed set van drie romans in 2014 (Samsa/Academy) zei de schrijver en criticus Jacques De Decker, tevens voormalig permanent secretaris van de Academie, in "Le Soir" geïnterviewd door Jean-Claude Vantroyen (20 juni 2015): 

We zijn al enige tijd geïntrigeerd door deze schrijfster. We gingen naar de romans kijken. We zijn nogal wat geslagen. De drie boeken zijn zo origineel van inhoud, gewelddadig van opzet, visionair met fantastische elementen en psychoanalytische kracht. Het is een juweel van de Belgische literatuur dat we volledig vergeten waren. En het is erg modern."

### Romans
- Les Roseaux noirs", voorwoord door Charles Plisnier, éditions Corrêa, Parijs, 1938 Vertaald naar het Nederlands door J. De Boer-Van Strien: "Het Zwarte Riet", uitg. Ad. Donker, Rotterdam, 1962
- La Moisson des orges, Corrêa Editions, Parijs, 1946
- Le Mont des Oliviers, Editions de Navarre, Parijs, 1956[1]
- L'Autre, Le Monde du Livre edities, Antwerpen en Brussel, 1960, Auguste Beernaert Prijs (Koninklijke Academie van België)
- Les Meubles, André De Rache redacteur, Brussel, 1972
- Les Roseaux noirs; L'Autre; Les Meubles, voorwoord van Jean-Luc Wauthier, herdrukt (boxed set) Samsa / Académie royale de Langue et de Littérature françaises de Belgique, Brussel, 2015

### Essais
- L'Impromptu du Pont d'Oye, in samenwerking met Roger Bodart, Éditions de la Dryade, Vieux-Virton, 1965
- Marcel Lecomte, poète surréaliste, presentatie en keuze van teksten, bundel Poètes d'aujourd'hui, edities Seghers, Parijs, 1970
- Tolstoï, collectie "Classiques du {s-XX|e}", Éditions Universitaires, Parijs, 1971. Heruitgave : Léon Tolstoï, voorwoord van Florence Richter, collectie " Histoire littéraire ", Le Cri / Académie royale de Langue et de Littérature françaises de Belgique, Brussel, 2010

### Theater
- Et Adam répondit, gecreëerd in het Théâtre Royal du Parc, onder leiding van Oscar Lejeune, 1946[2]
- Le Combat n'est pas sur la mer, opgericht in het Théâtre Royal du Parc, 1947 (radiobewerking).
- Le Monde éclatera demain, eerste productie in het Théâtre Royal du Parc, geregisseerd door Marcel Raine, 1953[3]
- RICHTER Anne, "L'œuvre fantastique de Marie-Thérèse Bodart : démons, doubles et miroirs", in Textyles {n°|10}, dossier "Fantastiqueurs", 1993, {p.|113-121} http://textyles.revues.org/1904
- "GUILLAUME (Marie-Thérèse)", in "Dictionnaire des femmes belges du XX|e} siècle", Racine ed., 2006
- BODART (Marie-Thérèse)", in "Nouvelle biographie nationale de Belgique", deel 12, ed. Académie royale de Belgique, 2014.

- Bibsys: 1512647518283
- Bibliothèque nationale de France: cb12779161r (data)
- CiNii: DA08071250
- Gemeinsame Normdatei: 110760155X
- International Standard Name Identifier: 0000 0001 1606 0495
- Library of Congress Control Number: no2005070233
- Nationale Bibliotheek van Tsjechië: pna2017939720
- Nationale Bibliotheek van Israël: 987007341510405171
- Nederlandse Thesaurus van Auteursnamen: 070778361
- Réseau des bibliothèques de Suisse occidentale: 02-A003017318
- Système universitaire de documentation: 079733441
- Virtual International Authority File: 22268036
- WorldCat: E39PBJmpc9FXK9X3wtffjHTPwC